# Simon Shelton
Simon Shelton (Londres, 13 de janeiro de 1966 – Liverpool, 17 de janeiro de 2018), também conhecido como Simon Barnes ou Simon Shelton Barnes, foi um ator britânico conhecido por interpretar o personagem Tinky Winky em “Teletubbies”.

## Início da vida
Shelton nasceu em 13 de janeiro de 1966, em Shepherd's Bush, Londres.

## Carreira
Shelton interpretou o Cavaleiro das Trevas em Incredible Games, de 1994 a 1995. Simon interpretou Tinky - Winky no show de crianças da BBC Teletubbies. Substituiu o ator original Dave Thompson, que foi convidado a deixar o show, em julho de 1997.

## Vida pessoal
Shelton era casado com Emma Robbins, tinha três filhos, e vivia em Ampthill, Bedfordshire. Era tio da atriz de The Inbetweeners Emily Atack.

## Morte
Morreu em 17 de janeiro de 2018 aos 52 anos de idade.